# Ambrose Shea (Schiff)
Die Ambrose Shea war ein 1968 für Transport Canada in Dienst gestelltes Fährschiff. Sie war unter verschiedenen Betreibern bis 1989 auf der Strecke von North Sydney nach Argentia und Channel-Port aux Basques im Einsatz und wurde 1991 als Queen Vergina nach Griechenland verkauft. Technische Probleme führten 1997 zur Ausmusterung des Schiffes, das 2000 nach drei Jahren Liegezeit zum Abwracken ins türkische Aliağa ging.

## Geschichte
Die Ambrose Shea entstand unter der Baunummer 324 in der Vickers Shipyard in Sorel-Tracy und lief am 16. April 1966 vom Stapel. Ein am 12. Dezember 1966 an Bord ausgebrochener Brand verzögerte die Ablieferung an Transport Canada, die schließlich im Mai 1968 erfolgte. Das in North Sydney stationierte Schiff befuhr in den Sommermonaten die Linie nach Argentia, in den Wintermonaten nach Channel-Port aux Basques. Namensgeber war der kanadische Politiker Ambrose Shea (1815–1905).
In den folgenden Jahren wechselte die Ambrose Shea mehrfach den Betreiber. Seit 1973 gehörte sie der Canadian National Railway, seit 1986 wurde sie von der zu Transport Canada gehörenden Marine Atlantic bereedert. Am 28. November 1989 wurde das Schiff nach 21 Dienstjahren ausgemustert und zum Verkauf angeboten.
Ein neuer Eigner fand sich im Dezember 1989 mit der auf den Bahamas ansässigen Rederi Ab Sea Link, die das in Ambrose umbenannte Schiff in Gdynia umbauen ließen. Eine geplante Indienststellung unter dem Namen Europa Link wurde verworfen und die Fähre daher aufgelegt.
Nachdem die Ambrose im März 1991 in den Besitz der griechischen Strintzis Line überging wurde sie noch im selben Jahr als Queen Vergina an die Stability Lines mit Sitz in Malta verkauft, die sie ab 1992 zwischen Piräus, Rhodos und Haifa einsetzte. 1993 fuhr das Schiff kurzzeitig in Charter der Topas Maritime Lines auf der Strecke von Ancona nach Çeşme. 1994 kaufte die ebenfalls in Malta ansässige Ayios Efthimios Navgation Company die Queen Vergina, die ab 1996 von der neugegründeten Reederei Vergina Ferries betrieben wurde.
1997 erlitt das Schiff während einer Überfahrt einen Maschinenschaden und musste nach Korfu geschleppt werden, wo die Passagiere von Bord gingen. Anschließend wurde die Queen Vergina ausgemustert und in Eleusis aufgelegt. Nach drei Jahren Liegezeit traf das Schiff am 22. Juni 2000 unter dem verkürzten Namen Erg zum Abbruch im türkischen Aliağa ein.